# Campeonato Mundial de Halterofilismo de 1947
O 26º Campeonato Mundial de Halterofilismo foi realizado na Filadélfia, nos Estados Unidos entre 26 e 27 de setembro de 1947. Participaram 39 halterofilistas de 12 nacionalidades. Essa foi a primeira vez que o campeonato é realizado fora da Europa. 

## Medalhistas
| Evento                | Ouro                              | Ouro     | Prata                               | Prata    | Bronze                            | Bronze   |
| --------------------- | --------------------------------- | -------- | ----------------------------------- | -------- | --------------------------------- | -------- |
| Galo (56 kg)          | Joseph DePietro · Estados Unidos  | 300,0 kg | Richard Tom · Estados Unidos        | 287,5 kg | Rosaire Smith · Canadá            | 277,5 kg |
| Pena (60 kg)          | Robert Higgins · Estados Unidos   | 310,0 kg | Nam Su-il Coreia do Sul             | 307,5 kg | Emerick Ishikawa · Estados Unidos | 302,5 kg |
| Leve (67,5 kg)        | Pete George · Estados Unidos      | 352,5 kg | John Stuart · Canadá                | 350,0 kg | George Espeut · Alemanha          | 342,5 kg |
| Médio (75 kg)         | Stanley Stanczyk · Estados Unidos | 405,0 kg | Frank Spellman · Estados Unidos     | 375,0 kg | Kim Seong-jip Coreia do Sul       | 352,5 kg |
| Meio-pesado (82,5 kg) | John Terpak · Estados Unidos      | 387,5 kg | Keevil Daly Guiana Britânica        | 370,0 kg | Juhani Vellamo · Finlândia        | 367,5 kg |
| Pesado (+ 82,5 kg)    | John Davis · Estados Unidos       | 455,0 kg | Norbert Schemansky · Estados Unidos | 412,5 kg | Václav Bečvář · Tchecoslováquia   | 360,0 kg |

## Quadro de medalhas
| Ordem | País             | Medalha de ouro | Medalha de prata | Medalha de bronze | Total |
| ----- | ---------------- | --------------- | ---------------- | ----------------- | ----- |
| 1     | Estados Unidos   | 6               | 3                | 1                 | 10    |
| 2     | Canadá           | 0               | 1                | 1                 | 2     |
| 2     | Coreia do Sul    | 0               | 1                | 1                 | 2     |
| 4     | Guiana Britânica | 0               | 1                | 0                 | 1     |
| 5     | Tchecoslováquia  | 0               | 0                | 1                 | 1     |
| 5     | Finlândia        | 0               | 0                | 1                 | 1     |
| 5     | Reino Unido      | 0               | 0                | 1                 | 1     |
| Total | Total            | 6               | 6                | 6                 | 18    |